# Фабіус (Нью-Йорк)
Фабіус (англ. Fabius) — місто (англ. town) в США, в окрузі Онондага штату Нью-Йорк. Населення — 2006 осіб (2020).

## Демографія
Згідно з переписом 2010 року, у місті мешкали 1964 особи в 728 домогосподарствах у складі 535 родин. Було 824 помешкання
Расовий склад населення:
| - 96,4 % — білих - 0,9 % — корінних американців - 0,4 % — азіатів - 0,2 % — чорних або афроамериканців - 0,1 % — вихідців з тихоокеанських островів |

До двох чи більше рас належало 1,4 %. Частка іспаномовних становила 3,7 % від усіх жителів.
За віковим діапазоном населення розподілялося таким чином: 24,9 % — особи молодші 18 років, 63,5 % — особи у віці 18—64 років, 11,6 % — особи у віці 65 років та старші. Медіана віку мешканця становила 42,6 року. На 100 осіб жіночої статі у місті припадало 104,2 чоловіків;  на 100 жінок у віці від 18 років та старших — 104,4 чоловіків також старших 18 років.
Середній дохід на одне домашнє господарство  становив 90 817 доларів США (медіана — 72 879), а середній дохід на одну сім'ю — 97 094 долари (медіана — 76 406). Медіана доходів становила 49 766 доларів для чоловіків та 41 375 доларів для жінок. За межею бідності перебувало 5,6 % осіб, у тому числі 5,2 % дітей у віці до 18 років та 9,8 % осіб у віці 65 років та старших.
Цивільне працевлаштоване населення становило 1350 осіб. Основні галузі зайнятості: освіта, охорона здоров'я та соціальна допомога — 20,6 %, сільське господарство, лісництво, риболовля — 20,1 %, будівництво — 10,7 %, науковці, спеціалісти, менеджери — 9,6 %.